# Christopher Wray (juge anglais)
Pour les articles homonymes, voir Christopher Wray.
Christopher Wray, né en 1524 à Bedale et mort le 7 mai 1592, est un juge anglais.
Député à la Chambre des communes à partir de 1553, il en est le président en 1571. En 1574, il est nommé Lord juge en chef d'Angleterre et du pays de Galles et anobli. 